# Centrala Sundbyberg

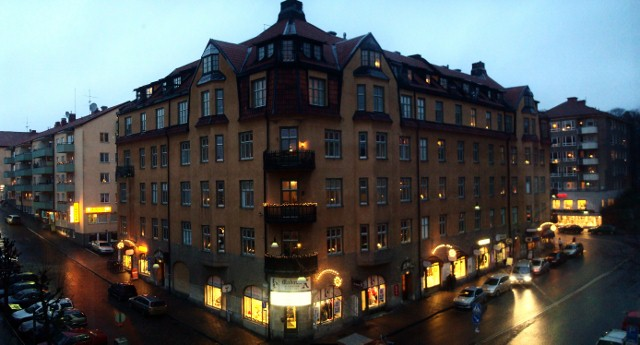
Hus från 1911 i Centrala Sundbyberg

Centrala Sundbyberg är en stadsdel i Sundbybergs kommun.  Den utgör den äldsta och ursprungliga delen av Sundbyberg och området utgjorde huvuddelen av den 1888 bildade Sundbybergs köping som 1927 ombildades till Sundbybergs stad. Det är en av Stockholms äldsta förstäder och har en innerstadsmässig bebyggelse. I slutet av år 2011 var antalet invånare i Centrala Sundbyberg 12 804, vilket motsvarade 32,4 % av kommunens befolkning. Centrala Sundbyberg är därmed den befolkningsmässigt klart största av Sundbybergs stadsdelar.

## Beskrivning

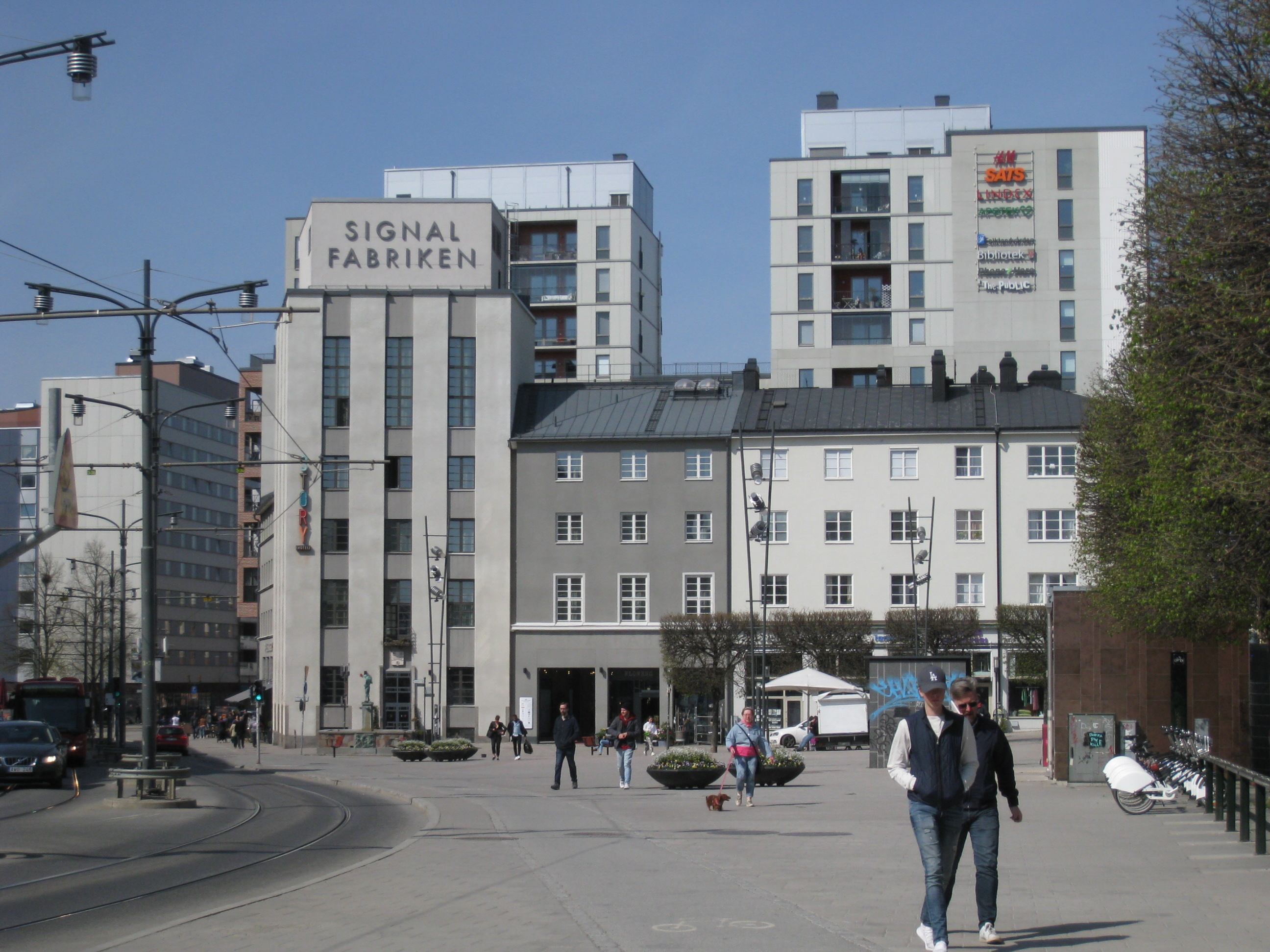
Det tidigare Sundbybergs stadshus är nu ombyggt och heter Signalfabriken, men Sundbybergs vapensköld finns kvar över det som tidigare var huvudingången till stadshuset. Vapenskölden för Sundbybergs stadshus gjordes av Ture Tideblad.

Centrala Sundbyberg avgränsas i sydost av kommungränsen till Solna, i nordost av stadsdelarna Storskogen och Ör, i norr av stadsdelen Hallonbergen (längs Ursviksvägen), i väster av Duvbo, i sydväst av kommungränsen till Stockholm och i söder av Lilla Alby. 
De mest centrala delarna av Centrala Sundbyberg avgränsas av järnvägen i söder, Tulegatan i norr och Ursviksvägen i väster. Här är bebyggelsen innerstadsmässig. Den viktigaste affärsgatan är Sturegatan. Två parker finns här: Tornparken med sitt numera ej använda vattentorn, samt den tallbevuxna Kyrkoparken, där Sundbybergs kyrka ligger.
Söder om järnvägen finns ett mindre område som tillhör Centrala Sundbyberg. Det domineras av industri- och affärslokaler, men även Marabouparken och de nybyggda bostadshusen vid Bällstaån (Bällsta strand) hör till detta område. Marabouparken var ursprungligen Sundbybergs gårds park, men då Marabou förvärvade tomten 1916 kom parken att förfalla. I samband med att man ansökte om rivningstillstånd för den gamla gården ställdes krav från kommunledningen att parken skulle återställas samt för evigt upplåtas till Sundbybergsborna för rekreation. Sundbybergs gård revs 1935 till förmån för chokladfabriken Marabous nya kontorshus. Gårdens park är öppen för allmänheten. 
Närmast norr om Tulegatan finns flera resliga flerfamiljshus. Norr om dessa ligger ett mindre villaområde på en höjd. Området kallas Tulemarken, och avgränsas i norr av ett ganska brant stup ner mot Lötsjön. Även själva Lötsjön hör administrativt till Centrala Sundbyberg. En simhall och Sundbybergs IP ligger också i närheten.
Sundbybergs kyrka uppfördes efter ritningar av arkitekt Axel Sjögren (1877-1962) och invigdes 1911.
Sundbybergs stads tidigare stadshus låg vid Landsvägen vid Sundbybergs torg. Sundbybergs stadshus var ritat av Nils Malmborg och Sven Ahlbom 1932. Framför Sundbybergs stadshus invigdes några år senare, den 1 maj 1934, skulpturgruppen "Familjelycka" eller "Den lyckliga familjen", en fontän på Sundbybergs torg av skulptören Carl Fagerberg (1878-1948). Skulpturgruppen symboliserar det unga Sundbyberg. Den uppfördes i brons 1933 tillsammans med ett brunnskar kallat Industribrunnen med fyra reliefer i brons. De fyra relieferna visar industrierna Marabou, Spis- och Knäckebrödsfabriken Kronan och Bryggeri AB Kronan i Sundbyberg samt Sieverts Kabelverk.
Ett mindre, huvudsakligen småhusbebyggt område väster om Ursviksvägen men söder om Kanalparken hör också till Centrala Sundbyberg. Området kallas Hästhagen. Villabebyggelsen norr om Kanalparken hör däremot till Duvbo.
Totalt i Centrala Sundbyberg finns 7 510 bostäder, varav 59 % upplåts med hyresrätt, 38 % med bostadsrätt och 2 % med äganderätt eller annan form.

## Historia
Sundbyberg växte fram vid slutet av 1800-talet som en förstad till Stockholm till följd av järnvägens dragning längs Västeråsbanan (nuvarande Mälarbanan). Järnvägen drogs 1876 över den dåvarande herrgården Sundbybergs ägor. Första stadsplanekartan är daterad 1870. Sundbyberg växte fram som stationssamhälle och industriort inom Bromma landskommun.
År 1869 köpte Anders Petter Löfström (1831-1909) Sundbybergs gård med Duvbo, och han var den drivande kraften bakom tillkomsten av Sundbybergs köping som bildades 1888 av Sundbybergs gård och genom utbrytning ur Bromma landskommun. Sundbybergs köping ombildades sedan 1927 till Sundbybergs stad. 
När Sieverts Kabelverk byggdes uppdagades flera intakta vikingagravar i området. Några lämnades kvar. På Sundbybergs museum förvaras en kropp, samt föremål, från en av gravarna.

## Kommunikationer
I området finns två tunnelbanestationer, Sundbybergs centrum och Duvbo samt Sundbybergs station med pendeltåg och fjärrtåg. Det är kort gångavstånd mellan T-banestation och järnvägsstationen. Spårvägen Tvärbanan passerar Centrala Sundbyberg och har två hållplatser inom stadsdelen. Ett antal av SL:s busslinjer trafikerar stadsdelen.

## Bilder

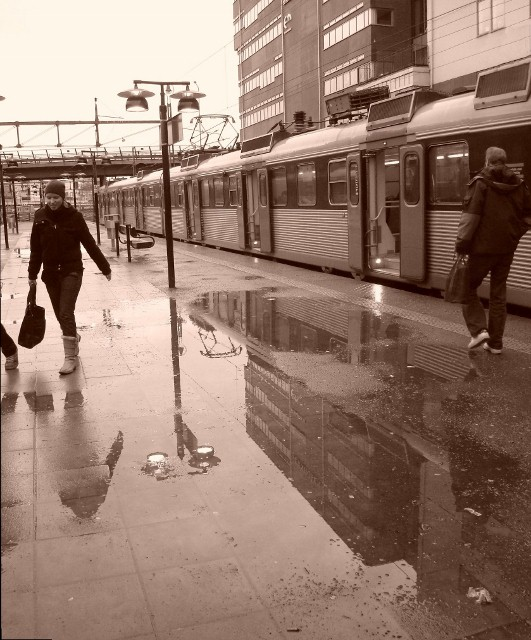
Pendeltåg - Sundbybergs station
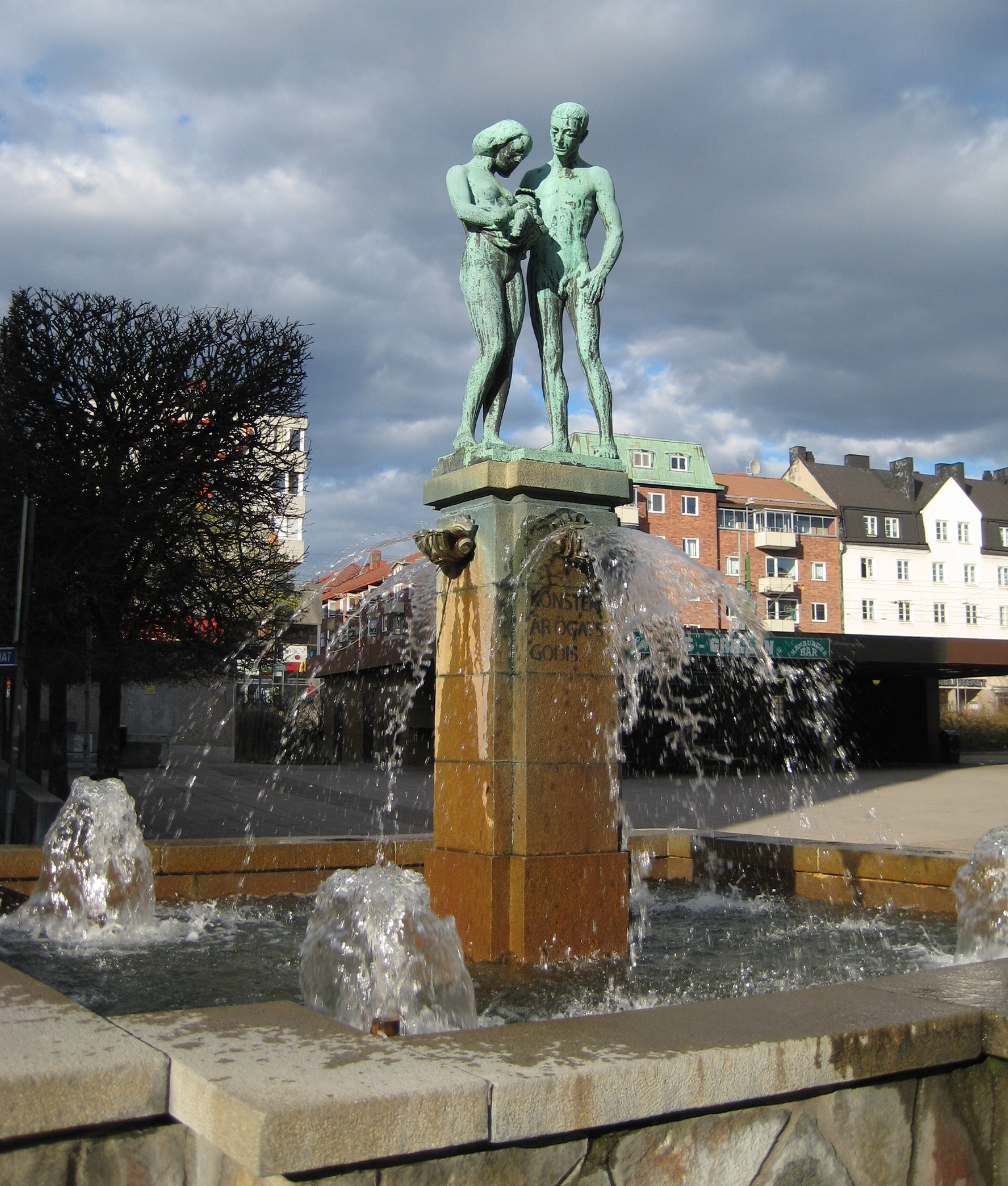
Industribrunnen vid Sundbybergs torg, skulptur föreställande "Lyckliga familjen" av skulptören Carl Fagerberg (1878-1948), som bodde och arbetade i Sundbyberg
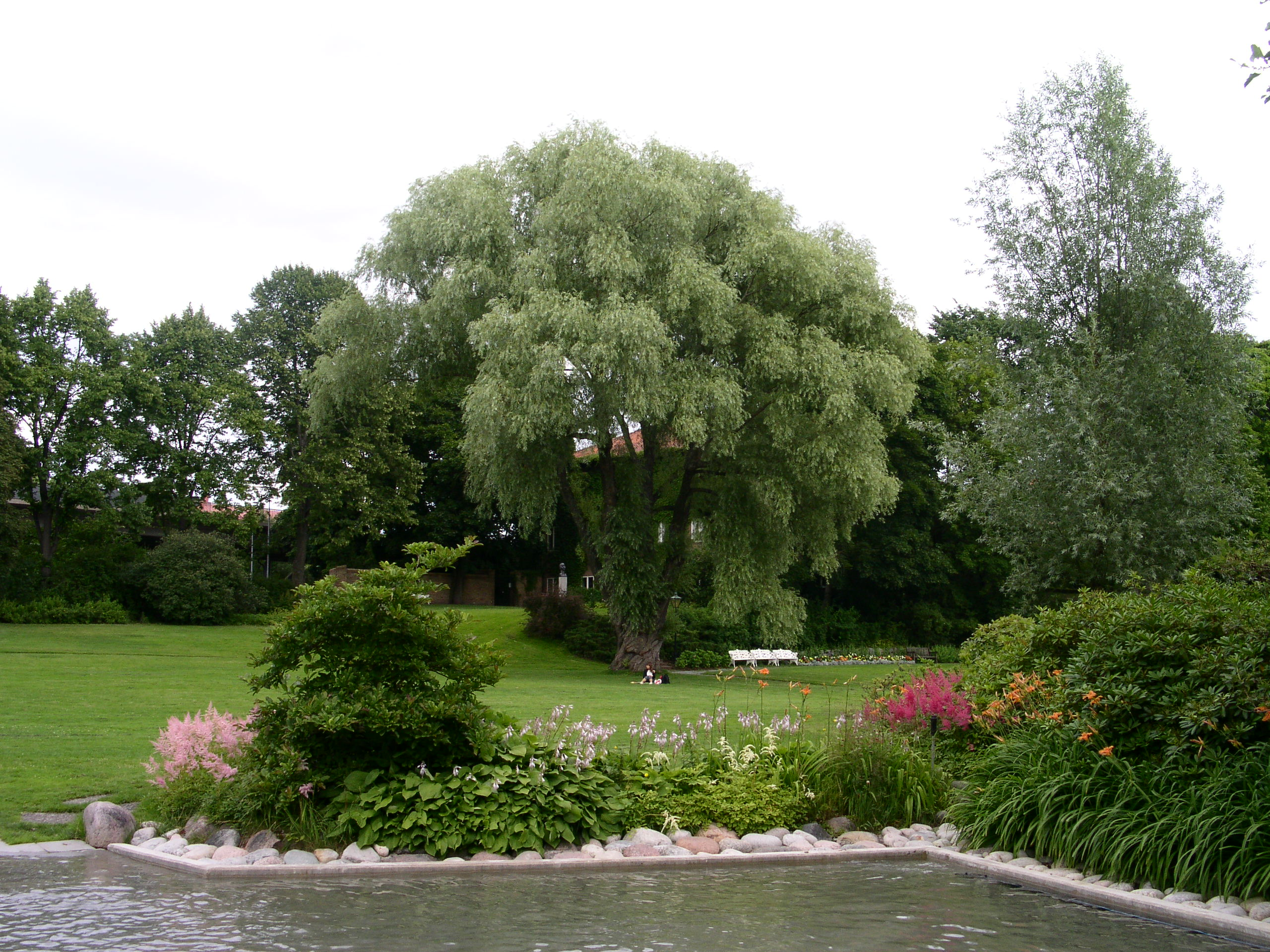
Marabouparken
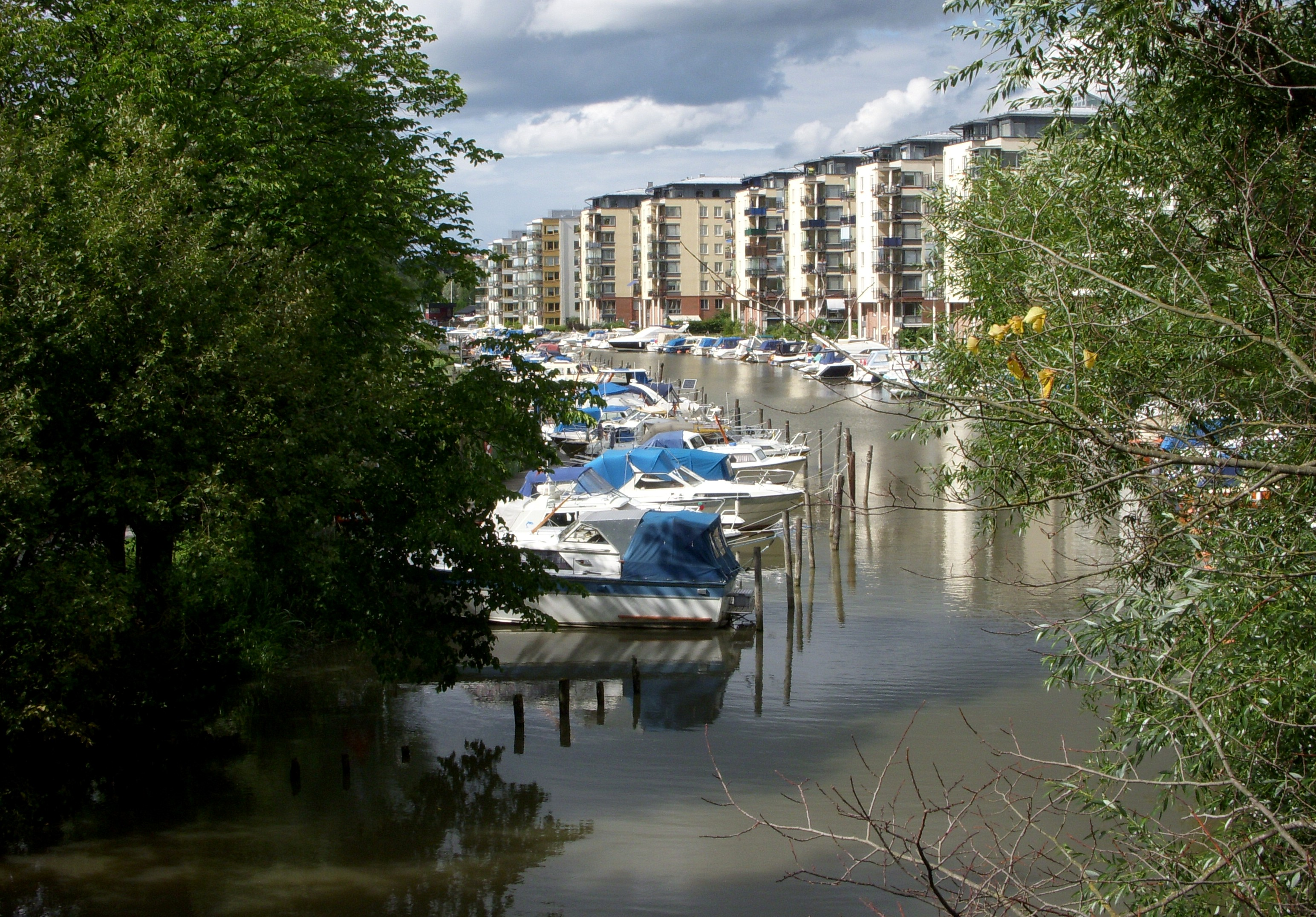
Bällstaån från Bällstabron mellan Stockholm och Sundbyberg. Bostadshusen på bilden ligger i Sundbybergs kommun.
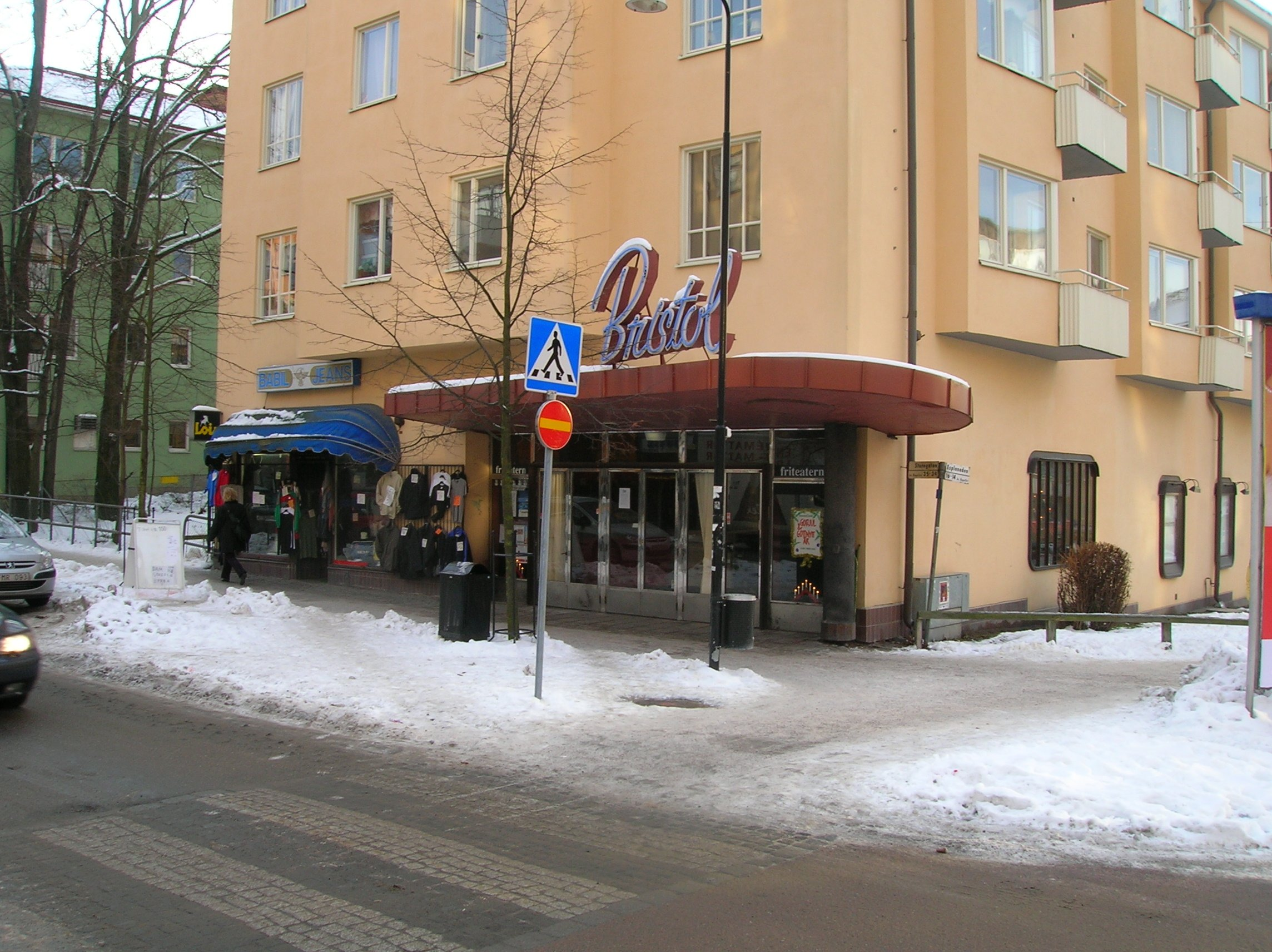
Biograf Bristol på Sturegatan.
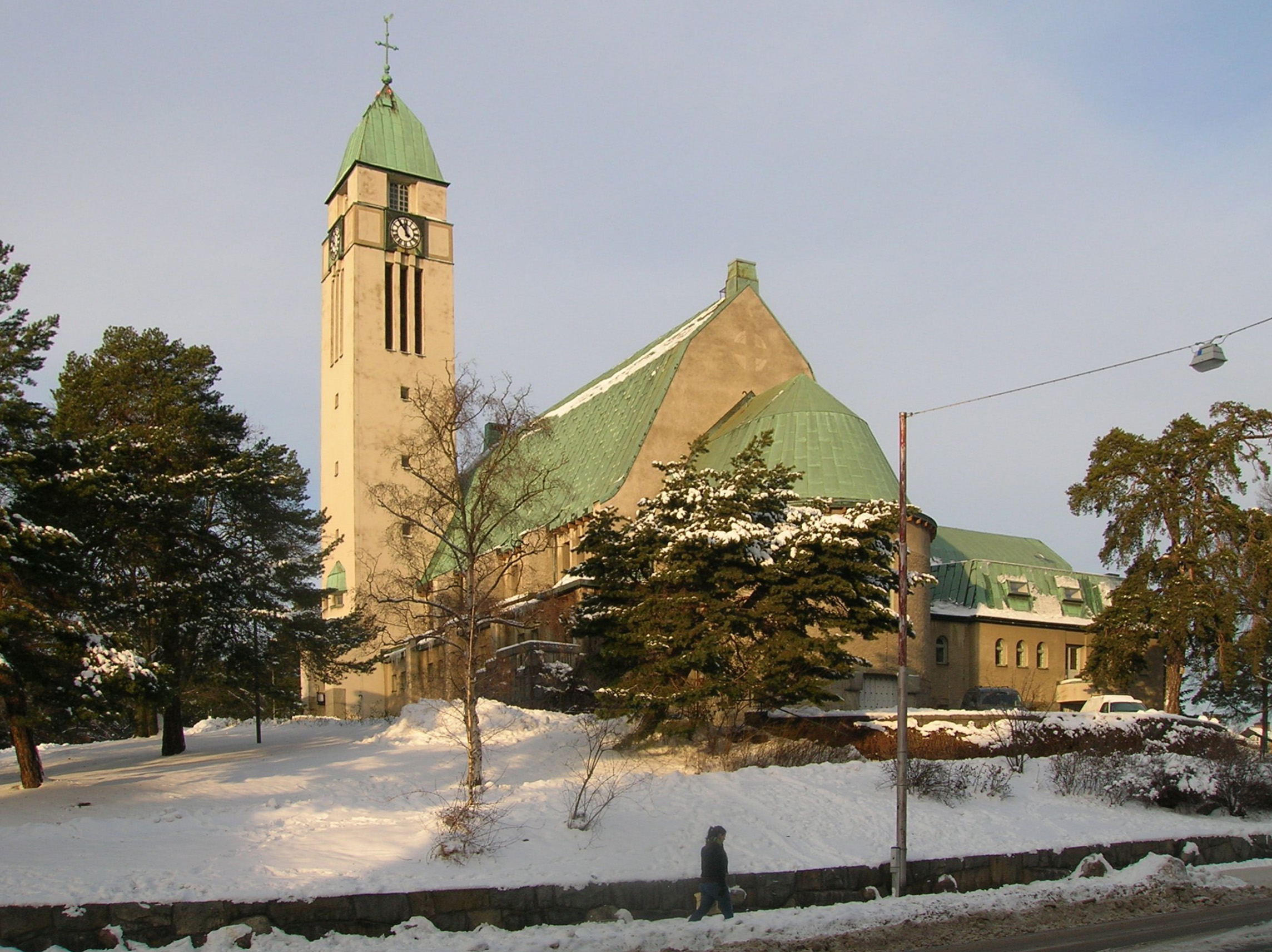
Sundbybergs kyrka.
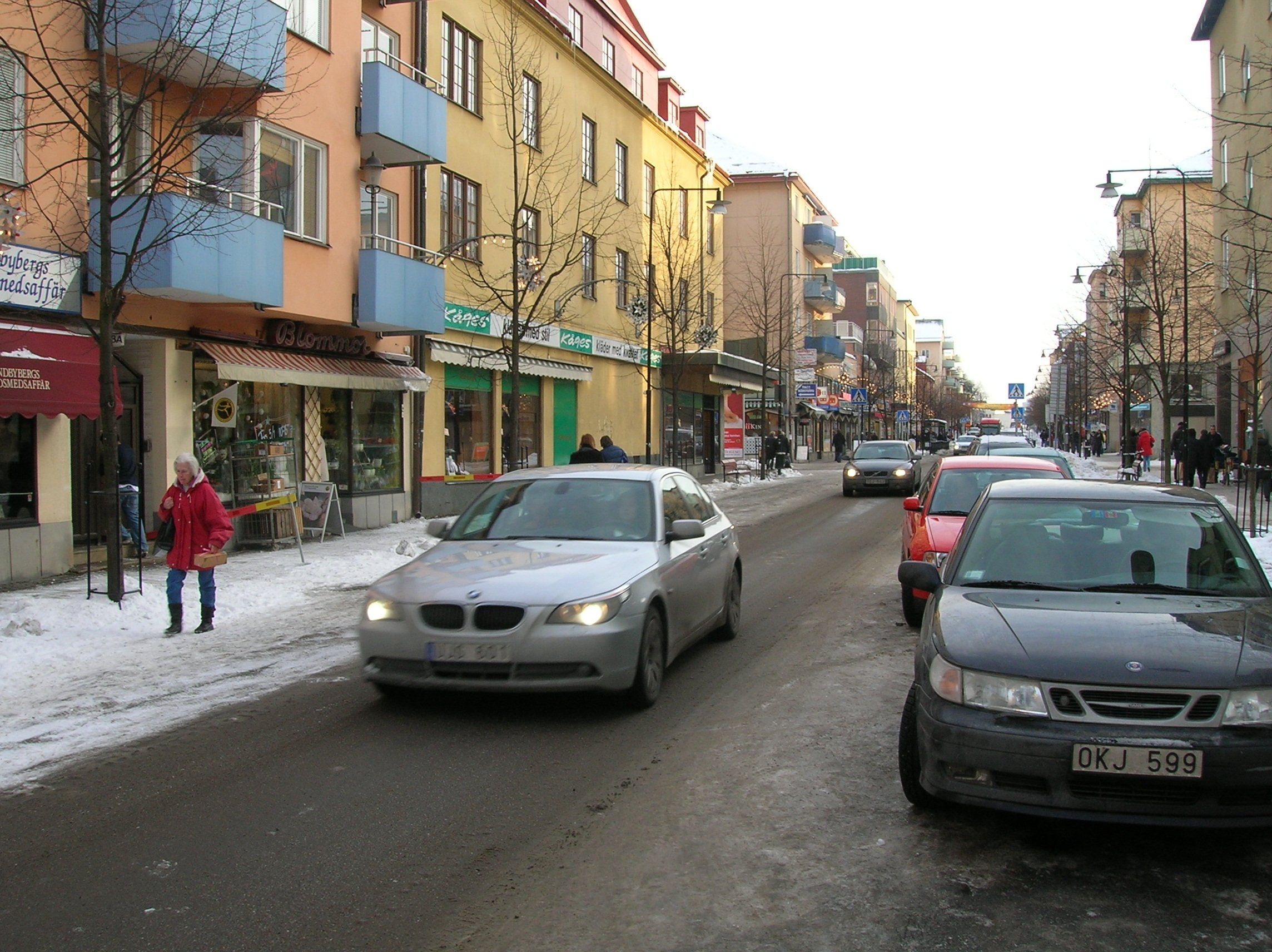
Längs Sturegatan finns en mängd affärer.